# Хугин и Мунин
Хугин и Мунин — пара воронов в скандинавской мифологии, которые летают по всему миру Мидгарду и сообщают богу Одину о происходящем. На древнеисландском Huginn означает «мыслящий», а Muninn — «помнящий» (или «мысль» и «память» соответственно).
Во́роны упоминаются в таких литературных памятниках Скандинавии XIII века, как Старшая и Младшая Эдда, Круг Земной, Третий грамматический трактат Олава Тордарсона, а также в скальдической поэзии.
В этих произведениях Хугин и Мунин описываются как служащие Одину вороны, которые садятся на его плечи и снабжают его информацией. В Круге Земном рассказывается, как Один наделил воронов речью. Роль Хугина и Мунина как посланников верховного аса связана с традицией шаманских практик и с общей символикой германских народов, изображающих ворона источником скрытых знаний.
«Старшая Эдда», «Речи Гримнира», 20:

Хугин и Мунин

над миром все время

летают без устали;

мне за Хугина страшно,

страшней за Мунина, —

вернутся ли вороны!

Знаток скандинавского фольклора профессор Джон Линдоу интерпретирует эти строки как трансцендентальное путешествие шамана, который опасается по поводу того, сможет ли он вернуться из этого состояния. Однако другой исследователь Рудольф Зимек считает, что Хугин и Мунин суть лишь олицетворение умственных сил Одина.